# 马咪

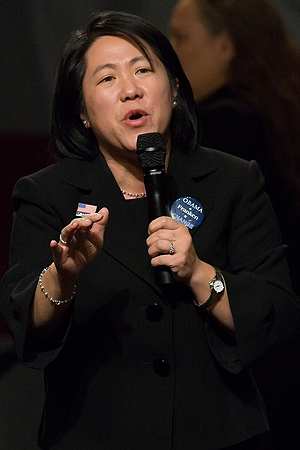
马咪

马咪（英語：Mee Moua；1969年—）生于老挝川圹省，美国明尼苏达民主-农民-劳工党党员，美国明尼苏达州前参议员，是美国历史上第一位苗族州参议员，曾两次连任该职。2010年5月16日，马宣布不再谋求第三任参议院职务。现任亚裔美国人司法中心总裁兼执行董事。

## 生平
马的父亲在1975年越南战争中是一名军医，战争结束后她的家人同千千万万老挝苗族难民一起逃离老挝并进入泰国难民营，她和家人在那里居住了近四年。1979年马全家人移民美国明尼苏达州的苗族社区。
马1991年获得布朗大学文学学士学位。1993年获得得克萨斯大学林登·约翰逊公共事务学院的硕士学位。1998年获明尼苏达大学法学院的法学博士学位。 

## 家庭
马的丈夫张仪（Yee Chang）也是老撾苗人，目前夫妇二人共育有三个孩子。